# Bodil de la Parra
Bodil de la Parra (Amsterdam, 19 oktober 1963) is een Nederlandse actrice en toneelschrijfster. Zij is een dochter van de regisseur Pim de la Parra uit diens eerste huwelijk met Lies Oei.

## Theater
Ze volgde de vierjarige opleiding aan de Akademie voor Kleinkunst en een jaar Toneelschool.
De la Parra speelt onder meer bij Stichting Theater Het Amsterdamse Bos, 't Muztheater, het Theater van het Oosten, Theater Artemis, het Noord Nederlands Toneel en Toneelgroep Amsterdam.
Ze was in 1996 laureate, samen met Carolina Mout, van de Mr. H.G. van der Vies-prijs voor Orgeade Overzee. In 1998 maakte ze ook met Mout De rode urn. Voor Artemis schreef ze Victor en ik, dat in 2000 genomineerd werd voor de Taalunie Toneelschrijfprijs, en Drie. Ook voor het theater schreef ze in 2003 de toneelteksten voor Hagedissehuid, een stuk van Orkater in regie van Matthijs Rümke, als resultaat van haar vrije schrijfopdracht met de beurs van het Amsterdams Fonds voor de Kunst. Dat jaar schreef ze voor het Noord Nederlands Toneel ook Onder Vrouwen.
Ook was ze te zien in Hema de musical als alternate van Anne-Mieke Ruyten.
In 2018 oogstte Bodil de la Parra lovende kritieken met haar voorstelling van Het verbrande huis. Een Surinaamse familiegeschiedenis. De gelijknamige roman verscheen 2020.

## Film en televisie
- 1994: De Sylvia Millecam Show
- 1995: Pril geluk
- 2001: Marga Hofstee in de Baantjer-aflevering De Cock en de moord op Sinterklaas.
- 2004: Jantien Zilverberg in Het Glazen Huis.
- 2005-2008: Atty Strengel in Keyzer & De Boer Advocaten.
- 2006: Van Speijk
- 2007: Dennis P. van Pieter Kuijpers.
- 2007: Juffrouw Knaap in Het Huis Anubis
- 2010: Verborgen Gebreken
- 2012-2016: Ellen Roodzorg in Toren C
- 2013: Simone Dageraad in VRijland.
- 2015: Bluf
- 2017: Flikken Maastricht.
- 2017: Irene in Klem van Frank Ketelaar
- 2021: Mijn vader is een vliegtuig
- 2022: Het jaar van Fortuyn

## Roman
- Het verbrande huis. Een Surinaamse familiegeschiedenis, Lebowski Publishers, Amsterdam 2020. (ISBN: 978 90 488 4920 8)